# Elettrotreno TFA Alfa
Gli elettrotreni TFA Alfa sono un gruppo di elettrotreni a due casse costruiti da Titagarh Firema Adler, in servizio dal 2017 su diverse linee regionali campane gestite dall'EAV. 
Si suddividono in due serie: gli Alfa 2, classificati come ETR.243 e destinati all'utilizzo sulla ferrovia Benevento-Cancello, e gli Alfa 3, classificati come ET.500 e in esercizio sulle linee Cumana e Circumflegrea.

## Storia
Nel 2006 la SEPSA (confluita poi in EAV) ordinò alla Titagarh Firema la costruzione di 10 nuovi convogli da immettere in servizio sulle linee flegree, grazie a dei finanziamenti della Regione Campania; simultaneamente, anche MCNE ordinò alla medesima la stessa tipologia di rotabile per arricchire il parco rotabile della ferrovia della Valle Caudina.
Il primo treno Alfa 2 è stato consegnato l'11 gennaio 2016 presso la stazione di Benevento Appia e, dopo un anno di verifiche, è stato messo in circolazione a partire dal 22 febbraio 2017.
Il primo convoglio Alfa 3 è stato instradato tra il 23 e il 25 gennaio 2017 sui binari della Cumana tramite il raccordo con il passante ferroviario di Napoli situato in via Diocleziano. La messa in servizio è avvenuta il 23 giugno seguente.
Nel 2018 due ETR.243 sono stati noleggiati dalla TPER per l'esercizio sulla linea Modena-Sassuolo.
Nel 2024 è stata avviata la consegna della seconda serie di ET.500 per Cumana e Circumflegrea, da immettere in servizio a partire dal 2025.

## Caratteristiche

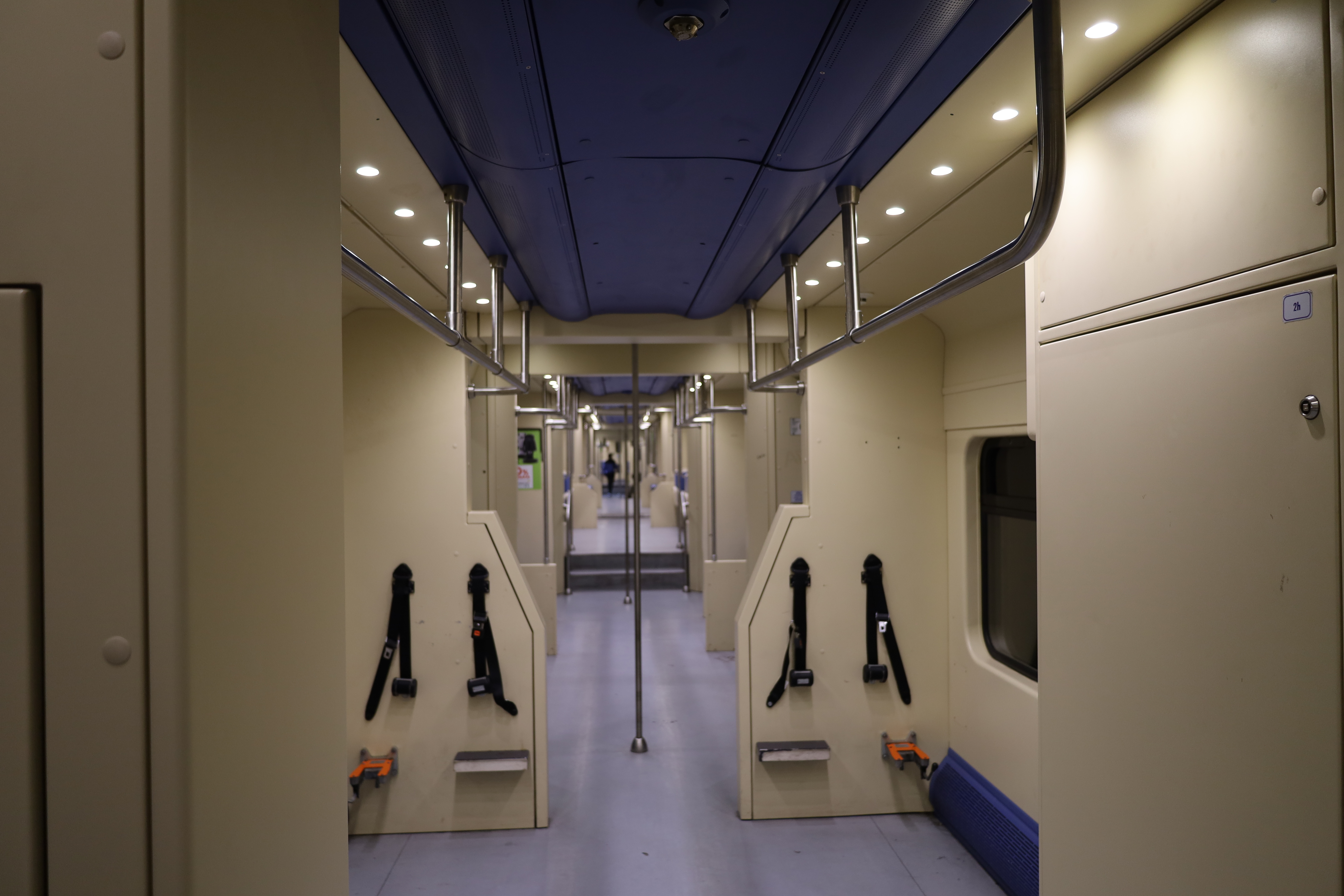
Alfa 3, Interno

Ispirati ai TSR e progettati come aggiornamento dei Firema E 82, i treni Alfa sono composti da due motrici con cabina permanentemente accoppiate e scomponibili, con la possibilità inserire un veicolo intermedio senza cabina di guida, sia rimorchiato che motorizzato. Sono dotati di sistema di sicurezza SCMT, un inverter di trazione ad IGBT e l'impianto di frenatura di tipo EPAC.
Le due serie presentano delle differenze tra di loro: la serie Alfa 2 ha una velocità massima di 160 km/h, ha il piano di calpestio a 650 mm, presenta una disposizione di interni da treno regionale (con presenza di toilette e più posti a sedere) e dispone di 4 porte per fiancata; per contro, la serie Alfa 3 raggiunge una velocità massima di 100 km/h, ha il piano di calpestio a 850 mm, ha una disposizione interna da treno metropolitano (che sacrifica la toilette e posti a sedere per lasciare maggiore spazio ad una maggiore percorribilità) e ha 6 porte per fiancata, con l'aggiunta di 2 postazioni per carrozzelle per i diversamente abili. Gli alfa 3 sono divisi anche in due "serie". Fanno parte della prima serie dodici treni (ET 501-512) della seconda serie fanno parte sei treni (ET 513-518), le differenze principali fra le due serie sono ľimplementazione di posti per le biciclette (sacrificando dei posti a sedere), impianto wifi e contapersone.